# Vincent Farge
Pour les articles homonymes, voir Farge.
Vincent Farge, né en 1788 et mort le 4 mars 1847 à Lyon, est un architecte français.

## Réalisations
Vincent Farge réalise les monuments suivants :
- Passage de l'Argue à Lyon, inauguré en 1828 ;
- rue de la Préfecture, à Lyon, qui sera achevée par Sébastien-Bernard Seitz ;
- théâtre provisoire sur la Place des Terreaux en collaboration avec Fleury Falconnet[2] et théâtre sur la Place des Jacobins (détruit par un incendie ultérieurement).